# Волк (фильм, 2021)
«Волк» (англ. Wolf) — польско-британо-ирландский драматический фильм, снятый режиссёром Натали Бьянчери и вышедший на экраны в 2021 году. Главные роли в фильме исполнили: Джордж Маккей, Лили-Роуз Депп, Пэдди Консидайн, Эйлин Уолш, Фионн О’Ши и Лола Петтикрю.
«Волк» — артхаусная драма, в центре сюжета которой оказывается парень Джейкоб, убеждённый, что он — волк.

## Сюжет
Парень по имени Джейкоб (Джордж Маккей) считает, что он — волк, пойманный в ловушку в человеческом теле. Родители вынуждены отправить Джейкоба в клинику, где его заставляют проходить всё более экстремальные формы «лечебной» терапии, которую назначает главный доктор, прозванный всеми «Смотритель зоопарка». Единственное утешение Джейкоба — загадочная дикая кошка (Лили-Роуз Депп), с которой он бродит по больнице глубокой ночью. Эти двое образуют невероятную дружбу, которая перерастает в страстное и опасное увлечение.

## В ролях
- Джордж Маккей — Джейкоб/Волк
- Лили-Роуз Депп — Сесиль/Дикая кошка
- Пэдди Консидайн — Доктор Манн/Смотритель зоопарка
- Эйлин Уолш — Доктор Анджели
- Фионн О’Ши — Руфус/Немецкая овчарка
- Лола Петтикрю — Джудит/Попугай
- Эльза Фионуир — Луиза/Лошадь
- Дарра Шеннон — Джереми/Белка
- Сенан Дженнингс — Иван/Утка
- Карис Янсен — Аннализа/Панда
- Хелен Бихан — Мать Джейкоба

## Производство
В феврале 2020 года было анонсировано, что Джордж Маккей и Лили-Роуз Депп присоединились к актёрскому составу фильма, а Натали Бьянчери выступит режиссёром по собственному сценарию. В сентябре 2020 года Пэдди Консидайн, Эйлин Уолш, Фионн О’Ши, Лола Петтикрю и Сенан Дженнингс присоединились к актёрскому составу фильма.
Съёмочный период начался в августе 2020 года.

## Релиз
В октябре 2020 года Focus Features приобрела права на дистрибуцию фильма.